# Cinnamylformiat
Cinnamylformiat ist eine organische Verbindung aus der Gruppe der Carbonsäureester. Sie leitet sich von Zimtalkohol und Ameisensäure ab.

## Herstellung
Cinnamylformiat kann durch Umesterung von Zimtalkohol in Ethylformiat mit Silphos aus Katalysator hergestellt werden. Silphos ist ein heterogener Katalysator, der aus Silicagel und Phosphortrichlorid hergestellt wird. Auch die Reaktion des Trimethylsilylethers von Zimtalkohol in Ethylformiat in Gegenwart von Titan(IV)-chlorid ergibt Cinnamylformiat. Weiterhin gelingt die Formylierung von Zimtalkohol mit Ameisensäureessigsäureanhydrid, dem gemischten Anhydrid der Ameisensäure und der Essigsäure, bei niedrigen Temperaturen.

## Verwendung
Cinnamylformiat wird als Duftstoff und Aromastoff verwendet. Die Verwendung als Duftstoff liegt weltweit in der Größenordnung von 100 bis 1000 Kilogramm pro Jahr. In der EU ist es unter der FL-Nummer 09.085 als Aromastoff für Lebensmittel zugelassen.